# Гілберт Грей
Гілберт Грей (англ. Gilbert Gray, 1 червня 1902 — 27 липня 1981) — американський яхтсмен. Олімпійський чемпіон 1932 року в класі Зоряний. Чемпіон світу в класі Зоряний 1928 року, срібний призер 1929 року.